# Різникове
Різнико́ве — село в Україні, у Вовчанській міській громаді Чугуївського району Харківської області. Населення становить 330 осіб. До 2020 орган місцевого самоврядування — Різниківська сільська рада.

## Географія
Село Різникове знаходиться біля урочище Бідин, примикає до села Лукашове. У селі бере початок балка Різняківський Яр.

## Історія
Під час організованого радянською владою Голодомору 1932—1933 років померло щонайменше 292 жителі села.
12 червня 2020 року, відповідно до Розпорядження Кабінету Міністрів України  № 725-р «Про визначення адміністративних центрів та затвердження територій територіальних громад Харківської області», увійшло до складу Вовчанської міської громади.
19 липня 2020 року, в результаті адміністративно-територіальної реформи та ліквідації Вовчанського району, село увійшло до складу Чугуївського району.

## Населення
Згідно з переписом УРСР 1989 року чисельність наявного населення села становила 279 осіб, з яких 129 чоловіків та 150 жінок.
За переписом населення України 2001 року в селі мешкало 330 осіб.

### Мова
Розподіл населення за рідною мовою за даними перепису 2001 року:
| Мова       | Відсоток |
| ---------- | -------- |
| українська | 96,97 %  |
| російська  | 1,82 %   |
| угорська   | 0,91 %   |
| інші       | 0,30 %   |